# Ticul, Yucatán
Ticul là một đô thị thuộc bang Yucatán, México. Năm 2005, dân số của đô thị này là 35621 người.